# MediaSmarts
MediaSmarts (en francés: HabiloMédias; anteriormente conocida como Media Awareness Network, MNet) es una organización sin ánimo de lucro con sede en Ottawa, Ontario, que se centra en programas y recursos de alfabetización digital y mediática. En particular, la organización promueve el pensamiento crítico a través de recursos educativos y analiza el contenido de varios tipos de medios de comunicación.
Las encuestas y estudios realizados por MediaSmarts han explorado el consumo de medios por parte de los jóvenes, como el uso de la televisión e Internet, así como los problemas relacionados con los medios. En los últimos años, el enfoque de la organización se ha desplazado más hacia la alfabetización digital, aunque continúa produciendo recursos en los medios tradicionales. La financiación de MediaSmarts se deriva principalmente de patrocinadores del sector privado y subvenciones del gobierno federal. El grupo también se ha asociado con Microsoft y Bell Canada para producir recursos web para maestros y padres a fin de proteger a los niños en línea.
MediaSmarts ha recibido varios premios por su trabajo, incluidos reconocimientos de la UNESCO Global Alliance for Partnerships on Media and Information y la Canadian Race Relations Foundation, así como varios premios en línea por su contenido web.